# Bombyx de Vallantin
Lemonia vallantini
Espèce
Le Bombyx de Vallantin (Lemonia vallantini) est une espèce d'insectes lépidoptères (papillons) appartenant à la famille des Brahmaeidae.
- Répartition : Maroc, Algérie, Tunisie.
- Envergure du mâle : de 24 à 27 mm.
- Période de vol : d’octobre à janvier.
- Habitat : friches.
- Plantes-hôtes : astéracées (composées).

## Source
- P.C. Rougeot, P. Viette, Guide des papillons nocturnes d'Europe et d'Afrique du Nord, Delachaux et Niestlé, Lausanne 1978.